# Heinrich Steiner (Zimmerer)
Heinrich Steiner (* vor 1734 vermutlich in Memmingen; † nach 1741) war oberschwäbischer Zimmermann.
Er fertigte 1734 mit Hans Jörg Knoll den Turm von St. Martin in Langenargen. Das Rathaus von Leutkirch im Allgäu baute er 1741.